# Łukasz Bogucki
Łukasz Juliusz Bogucki (ur. 20 grudnia 1969 w Łodzi) – polski językoznawca, profesor nauk humanistycznych, dyrektor Instytutu Anglistyki Wydziału Filologicznego Uniwersytetu Łódzkiego w latach 2012–2020 Prorektor Uniwersytetu Łódzkiego do spraw współpracy z zagranicą w kadencji 2020-2024..

## Życiorys
Ukończył filologię angielską na Uniwersytecie Łódzkim w 1993 roku. 24 października 1997 obronił pracę doktorską Socio-pragmatic Aspects of Translation: Rendering Language Register, 17 czerwca 2005 habilitował się na podstawie pracy zatytułowanej Ograniczenia w procesie produkcji napisów filmowych w ujęciu teorii relewancji. 28 lipca 2014 nadano mu tytuł profesora w zakresie nauk humanistycznych. Prof. Łukasz jest współredaktorem serii naukowej Łódź Studies in Language (Peter Lang). Jako student i słuchacz studium doktoranckiego, Łukasz Bogucki kształcił się w Utrechcie, Strasburgu, Barcelonie i Leuven, zaś jako adiunkt i profesor odbył kwerendy i staże naukowe oraz wygłosił wykłady gościnne na większości uczelni polskich oraz w czołowych uniwersytetach europejskich. Pracował w Wyższej Szkole Studiów Międzynarodowych, w Katedrze Filologii Angielskiej na Wydziale Nauk Społecznych i Humanistycznych Społecznej Akademii Nauk, oraz w Katedrze Anglistyki na Wydziale Studiów Międzynarodowych i Informatyki Społecznej Wyższej Szkole Przedsiębiorczości i Zarządzania w Łodzi.

## Zainteresowania naukowe
Niemal od początku kariery naukowej kieruje specjalizacją translatorską na anglistyce, a także popularyzuje przekładoznawstwo w Polsce i na świecie. Naukowe zainteresowania prof. Łukasza Boguckiego koncentrują się na przekładzie audiowizualnym i wspomaganym komputerowo, a także na teorii i metodologii tłumaczenia pisemnego i ustnego.

## Wybrane publikacje[6]
- A Relevance-Theoretic Approach to Decision-Making in Subtitling. Palgrave Macmillan, 2020
- An Excursus on Audiovisual Translation, The Palgrave Handbook of Audiovisual Translation and Media Accessibility, 2020
- Areas and Methods of Audiovisual Translation Research, Łódź Studies in Language, 2019
- Słownik polskiej terminologii przekładoznawczej, Księgarnia Akademicka, 2019
- Badanie preferencji dotyczących przekładu audiowizualnego wśród polskich widzów, Między tekstem a kulturą: Z zagadnień przekładoznawstwa, 2018